# Jose F. Buscaglia
José Francisco Buscaglia es un filósofo, historiador, científico social, académico, autor y periodista puertorriqueño. Su último puesto antes de jubilarse en 2023 fue el de profesor catedrático en el Departamento de Culturas, Sociedades y Estudios Globales de la Universidad Northeastern.
Los intereses de investigación de Buscaglia  están centrados en aspectos de la historia y la sociedad contemporánea, enfocándose en la construcción de las diferencias raciales, la memoria colectiva, la ideología Criolla, el colonialismo, el imperialismo estadounidense, el caudillismo y los derechos de los ciudadanos. Su trabajo tiene un enfoque transcultural en relación con la historia de los pueblos antillanos bajo la hegemonía española y estadounidense. Es el autor de Undoing Empire, Race, and Nation in the Mulatto Caribbean. Además, ha editado y traducido los trabajos de, Carlos de Sigüenza y Góngora, un intelectual español del siglo XVII oriundo de la Ciudad de México.
En 2024 publicó una novela histórica sobre la intervención de Estados Unidos en la guerra de independencia de Cuba y Puerto Rico en 1898. La maldición de Santa Águeda ofrece a sus lectores acceso directo a los males del despotismo y la esclavitud en las Antillas españolas, haciendo un registro a fondo de los vicios de los subyugados, y emplazando al imperialismo estadounidense en su etapa fundacional.

## Educación
Buscaglia completó su licenciatura en historia en la Universidad de Princeton en 1986. Obtuvo una Maestría en arquitectura en 1995 y una Maestría en literatura comparada en 1997 en la Universidad de Buffalo, donde  en 1998 también recibió su doctorado en literatura comparada con enfoque en la teoría crítica.

## Carrera
Buscaglia inició su carrera profesional trabajando como periodista y escritor independiente en Puerto Rico, de 1986 a 1991. Comenzó su carrera académica como Instructor en el Departamento de Estudios Americanos en la Universidad de Buffalo en 1993. Durante el transcurso de los siguientes 22 años ocupó múltiples puestos en la universidad, convirtiéndose en Profesor Asistente en el Departamento de Lenguas y Literatura Romances en el 2001, y en Profesor Asociado en el Departamento de Estudios Americanos en el 2008. En 2013, Buscaglia fue nombrado Catedrático Titular del Departamento de Estudios Transnacionales.
En 2015, Buscaglia comenzó a enseñar en la Universidad Northeastern (enlace), donde fue nombrado profesor y director del Departamento de Lenguas, Literaturas y Culturas mientras se desempeñaba como profesor afiliado en el Departamento de Estudios Afroamericanos. En 2016, Buscaglia lideró el esfuerzo para crear el Departamento de Culturas, Sociedades y Estudios Globales en la Universidad Northeastern, convirtiéndose en el jefe de la unidad durante sus primeros cuatro años.
En la Universidad de Búfalo, Buscaglia fue director del programa de los programas de Cuba y el Caribe desde 1997 hasta el 2015. En la Universidad Northeastern, a partir del 2016 y durante tres años, Buscaglia fue el director del Centro de Asuntos Internacionales y Culturas del Mundo.

## Investigación
Buscaglia ha sido autor de numerosos libros y artículos arbitrados. Sus intereses de investigación en los campos de los estudios del Caribe, América Latina y España se enfocan en temas transculturales, la historia de las instituciones e ideas sociales, el discurso racial, los imperios, las dictaduras y el colonialismo.

### Mulataje
Una de las principales contribuciones académicas de Buscaglia es su trabajo sobre los orígenes y el desarrollo de la ideología del racismo y el desequilibrio de poder que ha promovido desde el siglo XVI a escala global. En su libro “Undoing Empire, Race, and Nation in the Mulatto Caribbean“, propone que la idea de las razas, como constructo, fue desarrollada sistemáticamente con el objetivo de gestionar la mano de obra sobre la base de la etnicidad y la pigmentación de la piel. Según su visión, el sistema se inspiró en las nociones judeocristianas de la exclusividad tribal, transformándose en una red global de explotación colonial que aún continúa mayormente activa, estando actualmente camuflada bajo las ortodoxias de las políticas identitarias y los populismos nacionalistas.
La investigación de Buscaglia sobre el Caribe, como uno de los grandes epicentros de la experiencia Moderna, identifica un discurso contrahegemónico frente a la ideología racialista. En 2003, acuñó el neologismo de mulataje para describir a una cultura y forma de pensar que, desde el siglo XVI, de manera continua ha intentado desarmar el mito de la raza y sus mecanismos de control de la mano de obra y de vigilancia social. Según Paget Henry, en Undoing Empire, Buscaglia ha "hecho una muy clara contribución a la relación entre el antiguo pensamiento euroamericano y el pensamiento caribeño. La dimensión del primero generalmente es pasada por alto".

### Ideología criolla
Otro de los principales enfoques del trabajo de Buscaglia es la naturaleza del antiguo pensamiento e ideología criolla latinoamericanos. Ha editado, traducido y escrito ensayos críticos sobre las narrativas históricas del intelectual español del siglo XVII y oriundo de la Ciudad de México, Carlos de Sigüenza y Góngora. Este trabajo académico, que se basa en estudios de campo que incluyeron una expedición arqueológica subacuática en la costa de Yucatán, se enfoca principalmente en los Infortunios de Alonso Ramírez, un panfleto publicado en México en 1690 que cuenta la historia del primer americano en circunnavegar el mundo. Buscaglia encuentra en el testimonio de Ramírez y en la complicidad de Sigüenza como interlocutor y validador, la primera enunciación de un espíritu americano indómito, pirático y amante de la libertad.

### “Usonian” para referirse al imperialismo estadounidense
Desde sus primeros trabajos, Buscaglia ha cuestionado el uso del término “American” (literalmente, americano) en el idioma inglés para referirse exclusivamente a las personas de los Estados Unidos de América. Considerando que todos los habitantes del continente, desde Tierra del Fuego hasta Alaska, incluyendo los pueblos antillanos, ostentan el mismo derecho a llamarse 'americanos', propone el uso del término 'Usonian', en el idioma inglés, o 'usoniano' en español, para describir a las personas, instituciones y tradiciones imperiales de los Estados Unidos de América.

## Vida personal
Es hijo del escultor y educador puertorriqueño José Buscaglia Guillermety.

## Premios
- 2003 - Premio al Logro del Investigador Joven, Universidad de Buffalo[13]
- 2005 - Premio al Joven investigador, Programa al académico excepcional, Universidad de Búfalo
- 2007 - Premio por Contribuciones Destacadas a la Educación Internacional, Universidad de Búfalo
- 2013 – Premio Nicolás Guillén de Literatura Filosófica, Asociación Filosófica Caribeña[9]

### Libros
- Undoing Empire, Race, and Nation in the Mulatto Caribbean (2003) ISBN 9780816635740
- Histories of the Mexican Archipelago (2009) ISBN 9789592602748
- Infortunios de Alonso Ramírez  (2011) ISBN 9788400093655
- Infortunios de Alonso Ramírez/Misfortunes of Alonso Ramírez: Edited and translated by José F. Buscaglia-Salgado (2019) ISBN 9780813593074
- La maldición de Santa Águeda (2024) ISBN 9788411361378

### Artículos seleccionados
- Buscaglia Salgado, J. F. (2011). El Caribe al final de la Era Usoniana: Hacia un nuevo modelo de confederación. Aguaita, Colombia, 23 (December 2011): 38–58.
- Buscaglia Salgado, J. (2014). El poder, la ideología y el terror en el Mar de las Antillas. Historia de las Antillas, vol. 5. José Antonio Piqueras and Consuelo Naranjo Orovio, eds. Madrid: Doce Calles: 475–517. ISBN 9788497441667
- Buscaglia, J. F. (2015). Race and the Constitutive Inequality of the Modern/Colonial Condition. Critical Terms in Caribbean and Latin American Thought: Historical and Institutional Trajectories. New York: Palgrave Macmillan: 109–124. ISBN 9781137554291
- Naranjo Orovio, C., & Buscaglia, J. F. (2015). Race as a weapon: defending the colonial plantation order in the name of civilization, 1791–1850. Culture & History Digital Journal, 4.2.